# Phrudocentra jaspidaria
Phrudocentra jaspidaria là một loài bướm đêm trong họ Geometridae.